# NGC 5149
NGC 5149 est une galaxie spirale barrée située dans la constellation des Chiens de chasse. Sa vitesse par rapport au fond diffus cosmologique est de 5 828 ± 16 km/s, ce qui correspond à une distance de Hubble de 86,0 ± 6,0 Mpc (∼280 millions d'al). NGC 5149 a été découverte par l'astronome germano-britannique William Herschel en 1785.

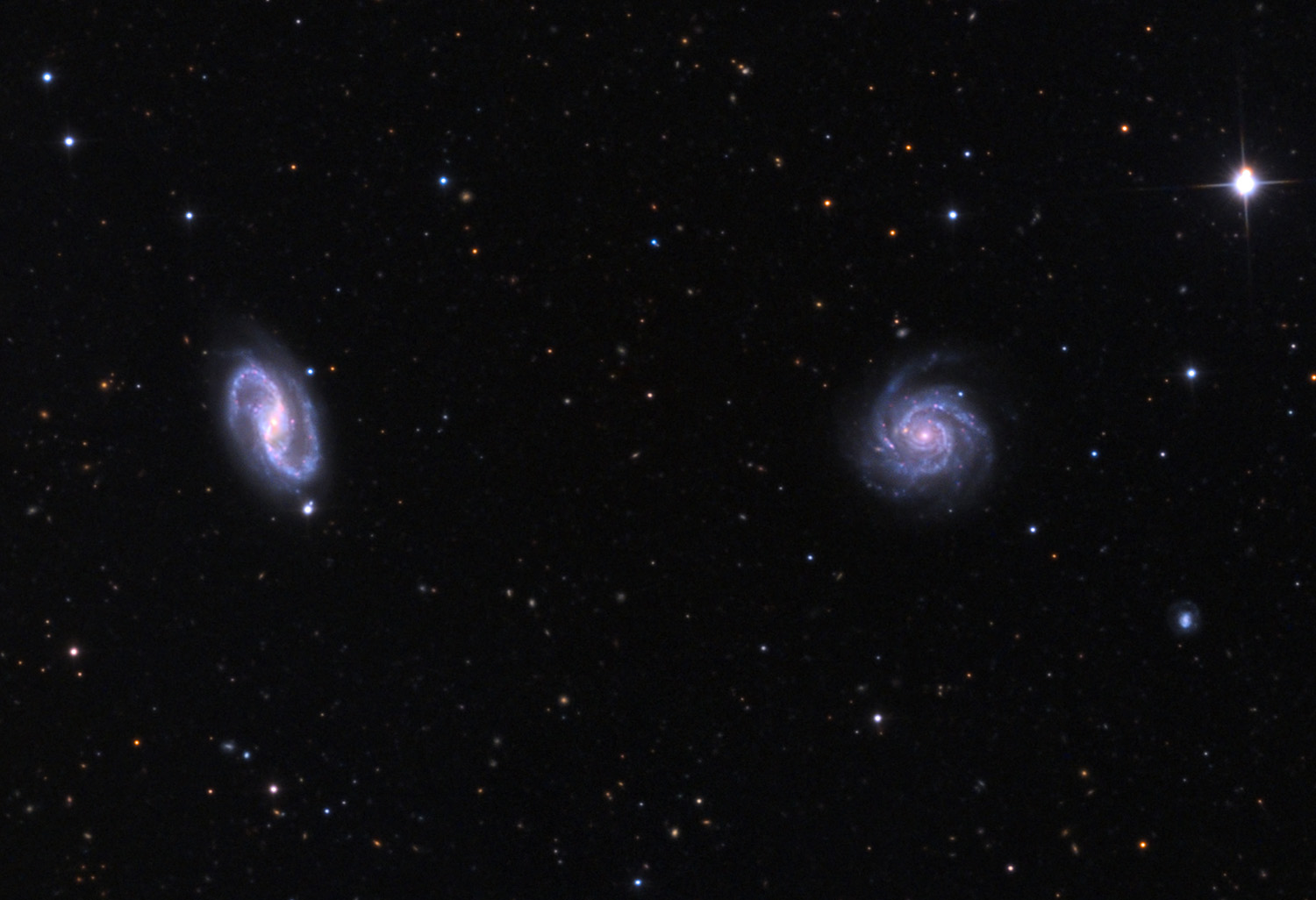
NGC 5149 et NGC 5154 (à droite) par Adam Block (Observatoire du mont Lemmon/Université de l'Arizona).

La classe de luminosité de NGC 5149 est II-III et elle présente une large raie HI.
À ce jour, trois mesures non basées sur le décalage vers le rouge (redshift) donnent une distance de 87,000 ± 0,964 Mpc (∼284 millions d'al) ce qui est à l'intérieur des valeurs de la distance de Hubble.

## Supernova
La supernova SN 2006by a été découverte dans NGC 5149 le 3 mai 2006 par E. Lee, R. Chornock, J. Burket, et W. Lidans le cadre du programme LOSS (Lick Observatory Supernova Search) de l'observatoire Lick. Cette supernova était de type II.

## Groupe de NGC 5141
NGC 5149 est membre d'un trio de galaxies, le groupe de NGC 5141. Les deux autres galaxies du sont NGC 5141 et NGC 5142.